# كينغستري (كارولاينا الجنوبية)
كينغستري (بالإنجليزية: Kingstree, South Carolina)‏ هي معلم جغرافي تقع في الولايات المتحدة في مقاطعة ويليامسبورغ. يقدر عدد سكانها بـ 3,176 نسمة ومساحتها 21.5 كم2 و وترتفع عن سطح البحر 19 متر.

## التركيبة السكانية
حدّد مكتب تعداد الولايات المتحدة بيانات التركيبة السكانية لكينغستري في تعداد الولايات المتحدة. في ما يلي، التركيبة السكانية حسب تعدادي 2000 و2010.

### تعداد عام 2000
بلغ عدد سكان كينغستري 3,496 نسمة بحسب تعداد عام 2000، وبلغ عدد الأسر 1,448 أسرة وعدد العائلات 876 عائلة مقيمة في البلدة. في حين سجلت الكثافة السكانية 421.2 نسمة لكل كيلومتر مربع (1,090.9/ميل2). وبلغ عدد الوحدات السكنية 1,618 وحدة بمتوسط كثافة قدره 194.9 لكل كيلومتر مربع (504.8/ميل2).
وتوزع التركيب العرقي للبلدة بنسبة 33.95% من البيض و64.65% من الأمريكيين الأفارقة و0.06% من الأمريكيين الأصليين و0.57% من الأمريكيين ذوي الأصول الآسيوية و0.17% من الأعراق الأخرى و0.60% من عرقين مختلطين أو أكثر و0.54% من الهسبانيون أو اللاتينيون من أي عرق.
بلغ عدد الأسر 1,448 أسرة كانت نسبة 35.4% منها لديها أطفال تحت سن الثامنة عشر تعيش معهم، وبلغت نسبة الأزواج القاطنين مع بعضهم البعض 30.5% من أصل المجموع الكلي للأسر، ونسبة 26.6% من الأسر كان لديها معيلات من الإناث دون وجود شريك،  بينما كانت نسبة 3.4% من الأسر لديها معيلون من الذكور دون وجود شريكة وكانت نسبة 39.5% من غير العائلات. تألفت نسبة 36.9% من أصل جميع الأسر من عدة أفراد يعيشون في نفس المنزل ونسبة 18.2% كانت تتألف من شخص يعيش بمفرده يبلغ من العمر 65 عاماً أو أكثر. وبلغ متوسط حجم الأسرة المعيشية 2.29، أما متوسط حجم العائلات فبلغ 3.03.
بلغ العمر الوسطي للسكان 37.2 عاماً. وكانت نسبة 27.8% من القاطنين تحت سن الثامنة عشر، وكانت نسبة 8.3% بين الثامنة عشر والرابعة والعشرين عاماً، ونسبة 22.1% كانت واقعةً في الفئة العمرية ما بين الخامسة والعشرين والرابعة والأربعين عاماً، ونسبة 20.4% كانت ما بين الخامسة والأربعين والرابعة والستين، ونسبة 16.5% كانت ضمن فئة الخامسة والستين عاماً فما فوق. يوجد لكل 100 أنثى 75.1 ذكر، ويوجد لكل 100 أنثى في الثامنة عشر من عمرها فما فوق 66.5 ذكر.
بلغ متوسط دخل الأسرة في البلدة 21,022 دولارًا، أما متوسط دخل العائلة فبلغ 31,250 دولارًا. وكان متوسط دخل الذكور 31,993 دولارًا مقابل 19,800 دولارًا للإناث. وسجل دخل الفرد الخاص بالبلدة 17,694 دولارًا. وكانت نسبة 27.9% من العائلات ونسبة 38% من السكان تحت خط الفقر، وكان من هؤلاء نسبة 54.3% تحت سن الثامنة عشر ونسبة 22.8% في الخامسة والستين من العمر وما فوق.

### تعداد عام 2010
بلغ عدد سكان كينغستري 3,328 نسمة بحسب تعداد عام 2010، وبلغ عدد الأسر 1,340 أسرة وعدد العائلات 801 عائلة مقيمة في البلدة. في حين سجلت الكثافة السكانية 401 نسمة لكل كيلومتر مربع (1,038.6/ميل2). وبلغ عدد الوحدات السكنية 1,569 وحدة بمتوسط كثافة قدره 189 لكل كيلومتر مربع (489.5/ميل2).
وتوزع التركيب العرقي للبلدة بنسبة 29.45% من البيض و67.52% من الأمريكيين الأفارقة و0.06% من الأمريكيين الأصليين و2.43% من الأمريكيين ذوي الأصول الآسيوية و0.54% من عرقين مختلطين أو أكثر و0.57% من الهسبانيون أو اللاتينيون من أي عرق.
بلغ عدد الأسر 1,340 أسرة كانت نسبة 33.9% منها لديها أطفال تحت سن الثامنة عشر تعيش معهم، وبلغت نسبة الأزواج القاطنين مع بعضهم البعض 28.4% من أصل المجموع الكلي للأسر، ونسبة 27.5% من الأسر كان لديها معيلات من الإناث دون وجود شريك،  بينما كانت نسبة 3.9% من الأسر لديها معيلون من الذكور دون وجود شريكة وكانت نسبة 40.2% من غير العائلات. تألفت نسبة 36.9% من أصل جميع الأسر من عدة أفراد يعيشون في نفس المنزل ونسبة 15.4% كانت تتألف من شخص يعيش بمفرده يبلغ من العمر 65 عاماً أو أكثر. وبلغ متوسط حجم الأسرة المعيشية 2.36، أما متوسط حجم العائلات فبلغ 3.12.
بلغ العمر الوسطي للسكان 36.5 عاماً. وكانت نسبة 27.9% من القاطنين تحت سن الثامنة عشر، وكانت نسبة 8.5% بين الثامنة عشر والرابعة والعشرين عاماً، ونسبة 22.5% كانت واقعةً في الفئة العمرية ما بين الخامسة والعشرين والرابعة والأربعين عاماً، ونسبة 24.1% كانت ما بين الخامسة والأربعين والرابعة والستين، ونسبة 16.9% كانت ضمن فئة الخامسة والستين عاماً فما فوق. وتوزع التركيب الجنسي للسكان بنسبة 44.5% ذكور و55.5% إناث.

## أعلام
- الكسندر د. سيمز
- جوزف غولدشتاين
- ماكسين براون